# Mella (Fluss)
Die Mella ist ein italienischer Fluss, der 96 Kilometer lang ist und die Provinz Brescia von Nord nach Süd durchfließt. Sie entspringt in Collio im Val Trompia unterhalb des Manivajochs. In der Norditalienischen Tiefebene angekommen, fließt sie am westlichen Stadtrand durch Brescia. Der Fluss ergießt sich bei Ostiano in den Oglio, einen Nebenfluss des Po.
Die Schreibweise ist bereits zur Römerzeit nachgewiesen, unter anderem bei Catull. Im lokalen Dialekt heißt die im Italienischen männliche Mella dagegen 'la Mèla'.